# Lüneburger SK Hansa 2008
Maillots
Dernière mise à jour : 30 mai 2025.
Le Lüneburger SK Hansa 2008 est un club sportif allemand localisé à Lunebourg en Basse-Saxe.
L'appellation Lüneburger SK Hansa 2008 est officielle depuis le 1er juillet 2011. Jusque-là, le cercle jouait sous le nom de FC Hansa Lüneburg.

## Histoire
Le Lüneburger SK Hansa 2008 est issu d’une fusion survenue en 2008 entre le Lüneburger SK, endetté et en faillite et la section football du Lüneburger SV.

### Lüneburger SK (section football)
Le club fut fondé le 1er avril 1901 sous l’appellation Lüneburger Fussball-Club (LFC). En 1903, le club changea l’orthographe de son appellation qui devint Lüneburger Fuss-ball-Klub (LFK).
En 1905, le cercle fut un des fondateurs de la Norddeutscher Fußball-Verband (NFV), la grande fédération régionale couvrant le Nord de l’Allemagne.
En 1912, le club change sa dénomination et devint le Lüneburger Sport-Klub (LSK).
Si l’on excepte deux victoires dans le championnat de Harburg-Lüneburg (organisé entre 1906 et 1913 puis en 1918), le club se montra discret dans les ligues inférieures jusqu’au terme de la Seconde Guerre mondiale.
En 1945, le club fut dissous par les Alliés, comme tous les clubs et associations allemands (voir Directive n°23). Le cercle fur rapidement reconstitué et reprit son ancienne appellation.
Dès 1945, une ligue nommée Stadtsliga Hamburg fut mise sur pied. Après deux championnats, cette ligue devint la Verbandsliga Hamburg.
À partir de 1947, la DFB reprit la pleine totalité de des prérogatives qu’elle avait du abandonner lors de l’arrivée au pouvoir des Nazis en 1933 (voir DRL/NSRL. La fédération nationale allemande créa cinq ligues, les Oberligen de niveau 1. La région Nord fut couverte par l’Oberliga Nord. Directement sous celle-ci se trouvèrent différentes ligues régionales/locales considérées comme de niveau 2: l’Amateurliga Bremen, la Verbandsliga Hamburg, l’Amateurliga Niedersachsen et la Landesliga Schleswig-Holstein.
Géographiquement, Lunebourg se trouve dans la zone couverte par la Verbandsliga Hamburg. Le Lüneburger SK y accéda en fin de saison 1946-1947 et fut versé pour la saison suivante dans le Groupe Alster. En effet, à partir de ce moment, la ligue fut partagée en deux séries. L’autre groupe était le Groupe Elbe.
Au terme du championnat 1949-1950, la Verbandsliga Hamburg fut ramenée à une série unique qui prit le nom de Amateurliga Hamburg. 7e du Groupe Alster, le Lüneburger SK resta dans la ligue unifiée.
En 1951, le LSK termina vice-champion derrière le SC Victoria Hamburg. Les deux clubs accédèrent à l’Oberliga Nord. Ils en redescendirent après une saison de présence.
Si le Victoria s’empara du titre dès son retour en Amateurliga Hamburg, le Lüneburger SK glissa au milieu du classement.
À la fin du championnat 1956-1957, le Lüneburger SK termina en position de relégué vers le 3e niveau. Au même moment, les équipes de la région de Lüneburg furent reversées dans les ligues de la Niedersachsen Verband, la fédération régionale de Basse-Saxe.
En 1957-1958, le Lüneburger SK remporta le titre en Amateurliga Amateurliga Groupe VII (Celle/Wolfsburg) (donc au niveau 3 à cette époque), mais ne se qualifia pour le niveau supérieur (Amateuroberliga Niedersachsen) via le tour final.
Trois ans plus tard, le Lüneburger SK termina vice-champion derrière le VfL Wolfsburg puis derrière le SC Uelzen en 1961 et en 1963.
À ce moment, la DFB créa la Bundesliga et instaura les Regionalligen, au niveau 2. L’Amateuroberliga Niedersachsen passa au niveau 3 et fut ramenée à une seule série avant de prendre le nom d’Amateurliga Niedersachsen en 1964.
De leur côté, les sept groupes de l’Amateurliga Niedersachsen jouèrent encore sous ce nom en 1963-1964 puis furent réorganisées. Les ligues du niveau 4 prirent le nom de Verbandsliga Niedersachsen, qui fut partagée en quatre groupes géographiques (Nord, Ost, Süd, West). Le Lüneburger SK assura son maintien au 4e niveau et fut versé dans la Verbandsliga, Groupe Ost.
Le club presta dans cette ligue jusqu’au terme de la saison 1973-1974. À ce moment, se créa la 2. Bundesliga au niveau 2 et l’Oberliga Nord fut instaurée au niveau 3. Le niveau 4 fut alors occupé par la Landesliga Niedersachesen (nouvelle appellation de l’Amateurliga Niedersachsen). Les groupes de la de Verbandsliga Niedersachsen reculèrent au niveau 5.
Le Lüneburger SK remonta au niveau 4 de la hiérarchie au terme du championnat 1977-1978. Le club joua une saison en Landesliga Niedersachesen puis cette ligue prit le nom de Verbandsliga Niedersachsen (ce fut le niveau 5 qui reprit l’appellation Landesliga Niedersachesen).
Vice-champion derrière le SV Meppen en 1979, le Lüneburger SK remporta le titre de et gagna le droit de monter en Oberliga Nord.
Le cercle évolua alors pendant neuf saisons au 3e niveau, terminant le plus souvent dans la seconde moitié du classement. En 1989, une dernière place finale signifia le retour au niveau 4.
Après avoir prester cinq championnats en Verbandsliga Nierdersachsen, le Lüneburger SK se classa 3e en fin de compétition 1993-1994. Le club prit part au tour final et y obtint le droit de remonter au 3e étage de la pyramide du football allemand. Celui-ci devenait la Regionalliga Nord réinstaurée la saison suivante, toutes les ligues inférieures reculant d’un cran dans la hiérarchie.
Le LSK presta trois saisons puis redescendit en Oberliga Bremen/Niedersachsen (dans la région Nord, l’Oberliga Nord du niveau 3 avait cédé la place à deux ligues en 1994: Oberliga Hamburg/Schleswing-Holstein et Oberliga Bremen/Niedersachsen). Lüneburg remporta d’emblée le titre et retourna en Regionalliga.
Lors de la saison 1999-2000, le cercle termina à la 6e place. Cela lui permit de rester en Regionalliga alors que ce niveau était ramené de 4 à 2 séries. Mais en 2001, une piètre 17e place renvoya le club en Oberliga.
Le temps devinrent difficiles pour le club de plus en plus empêtré dans des soucis financiers. Après avoir sauvé sa peau deux saisons de suite, le club finit à l’avant-dernière place et fut relégué. Alors que l’Oberliga Hamburg/Schleswig-Holstein et l’Oberliga Bremen/Niedersachsen fusionnaient pour reconstituer l’Oberliga Nord au  niveau 4, descendit au 5e niveau.
Au terme de la saison 2005-2006, le cercle très endetté fut vice-champion de la Niedersachsenliga Ost et manqua de peu la remontée vers l’Oberliga.
Dans le courant de la saison 2007-2008, le Président du Lüneburger SK, Manfred Harder (ancien arbitre de ) décida qu’il était d’assainir les finances du clubs menacé de faillite. Le 1er mars 2008, la section football laissa les autres sections sportives du Lüneburger SK et fusionna avec la section football d’un autre cercle local, le Lüneburger SV pour former le FC Hansa Lüneburg.

### Lüneburger SV
Le club fut fondé en 1913 sous l’appellation de Freien Sportvereinigung Lüneburg (FSL). Il s’agit d’un cercle de football qui s’affilia à l’Arbeiter Turn-und Sportbund (ATSB) une fédération travailliste.
Le club arrêta ses activités durant la Première Guerre mondiale. Le club recommença à fonctionner en 1919 et s’installa à la Schützenplatz. Son local était situé dans la Rosenstraße de Lüneburg.
En 1926 fut fondé un autre club, le Hagener Sport Verein (HSV). En 1930, ce club et le Freien Sportvereinigung Lüneburg (FSL) dispèrent tous les deux d’une équipe de football.
En 1933, dès leur arrivée au pouvoir, les Nazis décrétèrent l’interdiction des fédérations et des clubs travaillistes. Les cercles d’obédience communiste et socialiste furent directement concernés. Les clubs dits Bourgeois ou religieux eurent leur tour par la suite. Le Freien Sportvereinigung Lüneburg (FSL) fut dissous séance tenant. Son matériel et sa trésorerie furent confisqués par les responsables nazis. Les installations de la Schützenplatz sont occupées par des clubs sportifs militaires.

#### Reconstitutions puis fusion
En 1945, le club fut dissous par les Alliés, comme tous les clubs et associations allemands (voir Directive n°23). Avant la fin de cette année, le Freien Sportvereinigung Lüneburg (FSL) fut reconstitué. L’assemblée constitutive eut lieu chez Karl Illert dans la Schröderstrasse.
La reconstruction du site de la Schützenplatz, endommagé par les bombardements alliés, commença en 1946.
En 1949, le Hagener Sport Verein (HSV) fut reconstitué sous son ancienne appellation. La réunion constitutive eut lieu au même endroit que 23 ans plus tôt, c'est-à-dire dans le restaurant "Zur Krone", de la Dahlenburger Landstrasse. La nouvelle direction décide de baptiser les installations de la Schützenplatz du nom d’Hermann Niemann, Président de longue date et décédé, en 1940, au camp de concentration d’Altengamme.
En 1971 intervint la fusion entre le Freien Sportvereinigung Lüneburg (FSL) et le Hagener Sport Verein (HSV) qui forma le « Lüneburger Sportvereinigung von 1913 e. V. » (LSV). La présidece est partagée par Fritz Siebers (HSV) et Ulrich Bernhard (FSL).
Dès l’année suivante, le LSV ouvrit une section de football féminin, puis chaque année le club grandit, chronologiquement Gymnastique, Tennis de Table, Aérobic/Danse, Badminton vinrent compléter l’offre.
En 1979, les locaux d’un des sites du club (Sülzwiesen) sont sérieusement endommagés par la foudre, de précieuses archives disparurent.
En 1996, l’équipe première de football du Lüneburger SV atteignit la Landesliga Niedersachsen (à l’époque niveau 5) pour la première fois.
En 2001, le LSV se choisit officiellement une devise : Sport gegen Gewalt, le sport contre la violence. Depuis ce leitmotiv voit sa valeur étendue à la lutte pour l’intégration et contre l’exclusion quelle qu’elle soit. 88 ans après sa création, le club n’a rien perdu de ses valeurs travaillistes. En 2002, le Lüneburger SV (football) remonta en Landesliga Niedersachsen. En mai 2006, malgré une victoire lors de la dernière journée de championnat, le Lüneburger SV est relégué en Bezirkoberliga (niveau 8). À la fin de la saison suivante, l’équipe glissa en Bezirksliga (niveau 9).

#### Fin puis renaissance du football
Le 1er février 2008, une conférence de presse se tint dans les locaux du Lüneburger SV. Fut alors faite l’annonce officielle du projet de fusion de la section de football du club avec celle du Lüneburger SK. La fusion fut entérinée le 1er mars suivant et forma le FC Hansa Lüneburg. À partir de juillet 2008. Il n’y eut plus d’équipes de football portant le nom de Lüneburger SV. La nouvelle équipe fusionnée (FC Hansa Lüneburg) évoluait pourtant dans les installations du LSV.
En février 2010, la direction du Lüneburger SV décida de recréer sa propre section football. En juillet de la même année, après 730 jours d’absence, le football redémarra au sein du LSV; qui engagea une équipe première en 2. Kreisliga.

### FC Hansa Lüneburg / Lüneburger SK Hansa 2008
Le club ainsi formé prit le nom de FC Hansa Lüneburg. Ce nom qui rappelle la participation de la ville à la Ligue hanséatique souleva des critiques surtout parce qu’il ressemblait très (trop) fort à celui du FC Hansa Rostock.
En février 2008, le journal local Landeszeitung für die Lüneburger Heide organisa un sondage quant au choix du nom. 700 lecteurs répondirent. 59 % votèrent contre le nom de FC Hansa alors que 33 % furent favorables (et 8 % sans opinion).
Par après la direction décida d’adapter la dénomination du club. Le 1er juillet 2011, la dénomination officielle deviendra Lüneburger SK Hansa 2008.
En 2010-2011, le FC Hansa Lüneburg lutte pour son maintien en Niedersachsen Liga au 5e niveau de la hiérarchie de la DFB.

## Palmarès

### Lüneburger SK
- Champion de Harburg-Lüneburg: 1907, 1918.
- Vice-champion de l’Amateurliga Hamburg: 1951.
- Champion de l’Amateurliga Amateurliga Groupe VII: 1958.
- Vice-champion de l’Amateurliga Amateurliga Groupe VII: 1960, 1961, 1963,
- Vice-champion de la Landesliga Niedersachsen (III): 1979.
- Champion de la Verbandsliga Niedersachsen (III): 1980.
- Champion en Oberliga Bremen/Niedersachsen (IV): 1998.
- Vice-champion de la Niedersachsenliga Ost (V): 2006.

## Joueurs connus
- Riccardo Baich
- Marinus Bester
- Elard Ostermann
- Patrick Owomoyela
- Jens Scharping
- Sebastian Selke
- Ralf Sievers
- Jan-André Sievers
- Jörg Sievers
- Rainer Zobel
- Hans-Jürgen Ripp
- Fabian Stenzel

## Sources et liens externes
- (de)/(en) Cet article est partiellement ou en totalité issu des articles intitulés en allemand « Lüneburger SK » (voir la liste des auteurs) et en anglais « Lüneburger SK » (voir la liste des auteurs).
- (de) Site officiel du FC Hansa Lüneburg
- (de) Site officiel du Lüneburger SV
- (de) Archives des ligues allemandes depuis 1903
- (de) Base de données du football allemand
- (de) Site de la Fédération allemande de football